# Clement Studebaker
Clement Studebaker (Pinetown, 12 marzo 1831 – South Bend, 27 novembre 1901) è stato un imprenditore statunitense.
Fu attivo nell'industria di produzione di carri. Nel 1852 con i suoi fratelli fondò a South Bend la Studebaker, un'azienda che all'inizio del XX secolo abbandonò la produzione originaria per fabbricare automobili. Chiuse nel 1966.

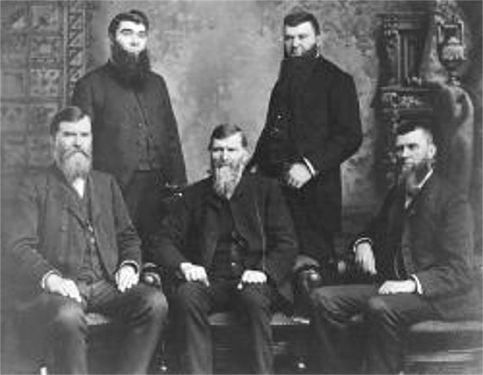
I fratelli Studebaker. Da sinistra a destra, e dall'alto in basso, Peter e Jacob, Clement, Henry e John M.

## Biografia
Clement Studebaker nacque il 12 marzo 1831 a Pinetown, presso Tyrone in Pennsylvania. All'età di 14 anni imparò il mestiere di fabbro nel negozio di suo padre. Nel 1852 Clement e suo fratello maggiore Henry aprirono l'H & C Studebaker, un'attività commerciale che era specializzata nella produzione di parti di carri, poi specializzatasi nella fabbricazione di vetture complete. Era ubicata a South Bend all'angolo tra la Michigan e la Jefferson street. Oggi questo luogo si trova in pieno centro della città.
Durante la corsa all'oro californiana il fratello di Clement, John, si trasferì in California, dove ebbe successo come produttore di carriole per i cercatori d’oro. Nel 1858 ritornò dalla California e si mise in affari con Henry e Clement. All'epoca i fratelli Studebaker fecero affari con le commesse dell'esercito americano che continuarono anche durante la guerra di secessione americana.
Nel 1868 rinominarono l'attività in Studebaker Brothers Manufacturing Company, che diventò ben presto il maggiore produttore di carri del mondo. Molti anni dopo, la Studebaker fu il solo produttore di carrozze ad essersi convertito con successo alle autovetture.
Nel 1870 il quinto fratello, Jacob Franklin si unì agli altri e stabilì una succursale a St. Joseph nel Missouri, che forniva i pionieri diretti verso l'west
Nel 1885 la produzione annua della Studebaker raggiunse le 75000 unità, mentre nel 1887 i profitti annui erano di 2 000 000 di dollari.
Clement morì nel 1901 a 70 anni di cause naturali, e l'anno seguente la Studebaker entrò nel mercato delle vetture con la Electric.

## La discendenza
Clement Studebaker sposò Charity Bratt il 12 ottobre 1852 e con lei ebbe due figli, Charity ed Eddie, entrambi morti da bambini. Sua moglie morì a South Bend il 17 marzo 1863. Clement si risposò con Anna Milburn Harper nel settembre del 1864 a South Bend. I due ebbero tre figli, George Milburn Studebaker (1865-1939), Anne Studebaker Carlisle (1868-1931) e Clement Studebaker Jr (1871-1932). George e Clement Jr. fonderanno la South Bend Watch Company.

## L'eredità
Alcuni mesi dopo la morte di Clement Studebaker nel 1901, la St. Paul's Memorial United Methodist Church fu completata a South Bend. Clement contribuì alla sua costruzione, e fu dedicata nel 1903 a suo suocero George Milburn.
Nel 1904 la Studebaker cominciò a produrre autovetture a benzina.
Nel 1911 la Studebaker si unì alla Everett-Metzger-Flanders di Detroit per formare la Studebaker Corporation. Più tardi il figlio di Clement, Clement Studebaker Jr collaborò con la Everett-Metzger-Flanders. Nel 1916 quest'ultimo diventò Presidente e Amministratore delegato della società satellite. Successivamente ricoprì ruoli analoghi in altre società.
La Studebaker continuò a produrre carri e carrozze fino agli anni venti, quando la produzione di automobili fu spostata da Detroit a South Bend.

## La villa di Tippecanoe Place
Nel 1868 fu completata una villa da 2.400 m² di superficie ubicata a South Bend e denominata "Tippecanoe Place". Clement ci abitò dal 1889 alla morte. La villa fu in seguito restaurata e convertita in un ristorante.